# Partido de Adolfo Alsina
Adolfo Alsina es uno de los 135 partidos de la provincia argentina de Buenos Aires. Se ubica en el oeste de la provincia, sobre el límite con la provincia de La Pampa. Su cabecera es la ciudad de Carhué.

## Creación del partido
Se crea por ley N° 1827 de la provincia de Buenos Aires el 28 de julio de 1886. La población en 2001 era de 16 245 habitantes, con una densidad de 2,77 hab/km²; la variación relativa intercensal fue negativa en un -10,13 %.

## Cuarteles
El partido de Adolfo Alsina se divide en 10 cuarteles:
- Cuartel I: 1432.87 ha
- Cuartel II: 15 458.75 ha
- Cuartel III: 81 057.61 ha
- Cuartel IV: 91 134.71 ha
- Cuartel V: 89 332.02 ha
- Cuartel VI: 84 335.50 ha
- Cuartel VII: 51 045.00 ha
- Cuartel VIII: 84 725.63 ha
- Cuartel XI: 59 554.00 ha
- Cuartel X: 29 975.06 ha

## Estadísticas

### Demografía
| Población | 4.143 | 14.880   | 22.628  | 20.908 | 20.331 | 19.485 | 18.077 | 16.245  | 17.072 | 17.552 |
| Variación | -     | +259,16% | +52,06% | -7,60% | -2,75% | -4,16% | -7,22% | -10,13% | +5,09% | +2,8 % |

### Educación
- Cantidad escuelas públicas: 54, escuelas privadas: 13.

- Nivel de instrucción alcanzado. (Porcentaje de población de 15 años y más):
  - Sin Instrucción o primaria incompleta 20,70%
  - Primaria completa y secundaria incompleta 57,51%
  - Secundaria completa y terciario o universitario incompleto 15,62%
  - Terciario o universitario completo 6,16%

### Salud
- Cobertura Social:Porcentaje de población con cobertura de obra social o plan privado de salud o mutual 55,25%
- Cantidad hospitales y centros asistenciales: 6.

### Vivienda
- Calidad de los materiales de la vivienda (CALMAT):Porcentaje de hogares.

- - CALMAT I 81,53%
  - CALMAT II 10,29%
  - CALMAT III 6,60%
  - CALMAT IV 1,58%

- Hogares según servicio sanitario de la vivienda

- - Inodoro c/ desc. de agua y desagüe a red pública 27,86%
  - Inodoro c/ desc. de agua y desagüe a cámara séptica y pozo 43,10%
  - Inodoro c/ desc. de agua y desagüe a pozo ciego u hoyo, etc. 22,66%
  - Inodoro sin descarga de agua o sin inodoro 6,38%

Fuente: Instituto Nacional de Estadísticas y Censos, INDEC

## Hogares con necesidades básicas insatisfechas
Según el censo de 2001 realizado por el INDEC en el partido de Adolfo Alsina hay 475 hogares con las necesidades básicas insatisfechas lo que representa el 8,7% del total de los hogares de dicho partido.

## Gobierno municipal

### Intendentes desde 1983
| Intendente         | Mandato                                           | Partido | Partido | Alianza | Alianza | Elecciones |
| ------------------ | ------------------------------------------------- | ------- | ------- | ------- | ------- | ---------- |
| Raúl González      | 10 de diciembre de 1983 - 10 de diciembre de 1987 |         | UCR     |         | —       | 1983       |
| Guillermo Narbaitz | 10 de diciembre de 1987 - 10 de diciembre de 1991 |         | UCR     | 1987    | —       |            |
| Guillermo Narbaitz | 10 de diciembre de 1991 - 24 de febrero de 1993   | 1991    | UCR     |         | —       |            |
| Olga Urritia       | 24 de febrero de 1993 - 10 de diciembre de 1993   | 1991    |         | UCR     | —       |            |
| Oscar Bonjour      | 10 de diciembre de 1993 - 10 de junio de 1994     |         | PJ      |         | FREJUFE | 1993       |
| Abel Arnoldo Arias | 10 de junio de 1994 - 6 de abril de 1995          |         | PJ      |         | FREJUFE | 1993       |
| Oscar Bonjour      | 6 de abril de 1995 - 10 de diciembre de 1995      |         | PJ      |         | FREJUFE | 1993       |
| Oscar Bonjour      | 10 de diciembre de 1995 - 1 de septiembre de 1996 | 1995    | PJ      |         | FREJUFE |            |
| Alberto Gutt       | 2 de septiembre de 1996 - 10 de diciembre de 1997 | 1995    |         | PJ      | FREJUFE |            |
| Alberto Gutt       | 10 de diciembre de 1997 - 10 de diciembre de 1999 | 1997    |         | PJ      | FREJUFE |            |
| Alberto Gutt       | 10 de diciembre de 1999 - 10 de diciembre de 2003 |         | CJ      | PJ      | 1999    |            |
| Alberto Gutt       | 10 de diciembre de 2003 - 10 de diciembre de 2007 |         | —       | PJ      | 2003    |            |
| Alberto Gutt       | 10 de diciembre de 2007 - 10 de diciembre de 2011 |         | FPV     | PJ      | 2007    |            |
| David Hirtz        | 10 de diciembre de 2011 - 10 de diciembre de 2015 |         | UCR     |         | UDESO   | 2011       |
| David Hirtz        | 10 de diciembre de 2015 - 10 de diciembre de 2019 |         | UCR     | CBA     | 2015    |            |
| Javier Andres      | 10 de diciembre de 2019 - 10 de diciembre de 2023 |         | UCR     |         | JxC     | 2019       |
| Javier Andres      | 10 de diciembre de 2023 - En el cargo             | 2023    | UCR     |         | JxC     |            |

1. 1 2  Renunció al cargo.
2. 1 2 3  Asume como presidente del HCD.
3. 1 2  Se llama a elecciones en el partido de Adolfo Alsina para elegir a un nuevo intendente.
4. ↑  Fallece en el cargo.

### Poder Legislativo

#### Concejo Deliberante
El Honorable Concejo Deliberante del Partido de Adolfo Alsina se compone de 12 miembros, y tiene sede en el primer piso del Palacio Municipal ubicado en Carhué, ciudad cabecera del partido. A continuación, su composición actual para los ciclos 2021-2025 y 2023-2027:
| Concejal/Concejala             | Bloque | Bloque                   | Inicio del Mandato | Fin del Mandato |
| ------------------------------ | ------ | ------------------------ | ------------------ | --------------- |
| Ana Clara Uribe Echeverría (P) |        | Juntos por el Cambio     | 2021               | 2025            |
| Juan Pablo Fuhr                |        | Juntos por el Cambio     | 2021               | 2025            |
| Omar Fernando López            |        | Juntos por el Cambio     | 2021               | 2025            |
| Jorge Leonardo Apud            |        | Juntos por el Cambio     | 2023               | 2027            |
| Graciela Elisabet Rodríguez    |        | Juntos por el Cambio     | 2023               | 2027            |
| Fabio Fernández                |        | Iniciativa Vecinal - UxP | 2021               | 2025            |
| Stella Maris Stevssel          |        | Iniciativa Vecinal - UxP | 2021               | 2025            |
| Leandro Gastón Varela          |        | Iniciativa Vecinal - UxP | 2023               | 2027            |
| Carmen Beatriz Calderón        |        | Iniciativa Vecinal - UxP | 2023               | 2027            |
| Roberto David Rodas            |        | La Libertad Avanza       | 2023               | 2027            |
| Micaela Amarain                |        | La Libertad Avanza       | 2023               | 2027            |
| Facundo Montenegro             |        | Juntos Evolución         | 2021               | 2025            |

P: Presidente del HCD.

#### Consejo Escolar
El Consejo Escolar de Adolfo Alsina se compone de 6 consejeros, también renovado por mitades cada 2 años.
| Consejero/Consejera            | Bloque | Bloque               | Inicio del Mandato | Fin del Mandato |
| ------------------------------ | ------ | -------------------- | ------------------ | --------------- |
| María del Carmen Bonifacio (P) |        | Juntos por el Cambio | 2021               | 2025            |
| Walter Silvio Pathauer         |        | Juntos por el Cambio | 2021               | 2025            |
| Susana Beatriz Maile           |        | Juntos por el Cambio | 2021               | 2025            |
| María Marcela Uthurralt        |        | Juntos por el Cambio | 2023               | 2027            |
| Mariano Ramón Osarán           |        | Juntos por el Cambio | 2023               | 2027            |
| Nadia Cecilia Gómez            |        | Unión por la Patria  | 2023               | 2027            |

## Localidades
- Carhué
- Rivera
- Villa Maza
- San Miguel Arcángel
- Esteban Agustín Gascón
- Delfín Huergo
- La Pala
- Thames
- Yutuyaco (también Villa Epumer)

## Parajes
- Adelina Grande
- Arano
- Arturo Vatteone
- Avestruz
- Canónigo Gorriti
- Colonia Centurión
- Colonia Lapin
- Colonia Levy N.º 2
- Colonia Nueva Salliqueló
- Colonia Philippson
- Colonia Santa Mariana
- Colonia Yewish
- El Triángulo
- Fatraló
- J. V. Silley
- La Agustina
- La Concepción
- La Conquista
- La Primavera
- La Salada
- Villa Epecuén
- Leubucó
- Los Gauchos
- Murature
- Parada Cañada Mariano
- San Marcos
- Tres Lagunas
- Villa Margarita

## Pesca
Hay lagunas con buena pesca de pejerrey. En general están en campos privados, ingresando con permiso de sus propietarios. 
"Estancia La Escondida"
- Adecuada para excursiones de pesca, tiene una laguna de 140 ha con pejerreyes. Se sitúa a 35 km de Carhué por buenos caminos. No se puede ingresar con embarcaciones.

"Estancia La Noria"
Tiene una laguna para practicar pesca deportiva, con alquiler de caballos, asados al asador y servicio de baños.